# New York (Snow Patrol)
New York is een nummer van de alternatieve rockgroep Snow Patrol. Het is geschreven door Gary Lightbody en geproduceerd door Jacknife Lee. De ballad wordt uitgebracht als derde internationale en de in totaal vierde single van de bands zesde studioalbum Fallen Empires, dat op 11 november 2011 uitkwam. New York is de wereldwijde derde single van het album, terwijl enkele andere landen waaronder Nederland en het Verenigd Koninkrijk In the End krijgen.

## Achtergrond
New York is ontstaan met Johnny McDaid achter de piano en Lightbody erbij en samen schreven zij het hele nummer. Zij ondervonden veel problemen met het arrangement maar kwamen er uit met behulp van Owen Palette die met nieuwe inzichten kwam. Het nummer gaat gemiste mogelijkheden en is gebaseerd op een persoonlijke ervaring van Lightbody, die ergens in New York een meisje zag staan. Zij zag hem volgens hem ook staan maar ze waren nooit "op hetzelfde moment op dezelfde plaats".

## Promotie
Het nummer is enkele malen opgevoerd tijdens officiële televisieverschijningen. De band begon tijdens het optreden voor de MTV Europe Music Awards van 2011 in thuisstad Belfast en maanden later in een miniconcert voor Live on Letterman. Ook waren er uitvoeringen in Late show with David Letterman en A Night with Snow Patrol met enkel pianobegeleiding en akoestisch op de radio bij Live at KFOG, Live at Bing Lounge, RS Live en Live at RAK Studios (in samenwerking met Last.fm). Daarnaast werd het nummer ook akoestisch bij de aftrap van 3FM Serious Request 2011 en Music For Life 2011.
New York was ook te horen zijn in de achtste aflevering van het tiende seizoen de Amerikaanse dramaserie Grey's Anatomy Suddenly in januari 2012. Rondom het optreden in New York, gaven Johnny McDaid en Lightbody op verschillende locaties in de stad impromptu optredens op akoestische gitaar. Bij het optreden in Montréal werd het nummer samen met voorprogramma Ed Sheeran gezongen. Ook is er een opname dat beiden het nummer in een pianowinkel in dezelfde stad zingen, ditmaal onder pianobegeleiding van McDaid.

## Videoclip
De videoclip voor het nummer werd in februari 2012 opgenomen. Het vindt plaats in een bar in het Bethnal Green-gebied in Londen waarvoor vrienden en familie van de band werden uitgenodigd om figurantenrollen te spelen. De clip gaat over Lightbody die in deze bar zit terwijl hij zingt over een meisje in New York die hij mist. In de bar wordt hij omringd door mensen die het naar hun zin hebben, waardoor er een contrast wordt gecreëerd tussen Lightbody en de omgeving. De opnames begonnen na vijf uur plaatselijke tijd en duurden zeven tot acht uur. Op 19 maart werd de clip gepubliceerd op YouTube.

## Kritische receptie
Het nummer werd op albumrecensies positief ontvangen. VH1 beschreef het optreden van het "melancholische" New York tijdens de Late Show genoegdoenlijk. Het vond dat de band het nummer door het alleen met stem en pianobegeleiding met ware emotie opvoerde, zonder de overdaad aan grote instrumenten en gelaagde melodieën, waarbij het publiek voor een eerbiedige stilte zorgde. IGN zei dat New York meteen een van de memorabele onderdelen zijn die het album aanbood en roemde de songwriting. Drowned in Sound was van mening dat de single de veerkrachtige underdog van de band is en The Independent zag de intromelodie op piano van This Isn't Everything You Are, The President en in dit "pijnlijke nummer over het uit elkaar zijn" als een samenhangend motief in het album.FMC Hits twijfelde of de radio's blij zouden zijn met het nummer maar vonden het nummer zelf een prachtige en kwetsbare ballade over de liefde dat eindigt in een "euforisch geheel van klanken." Digg* meende dat Lightbody met het nummer zich opnieuw bewees als begenadigd schrijver over "matters of the heart" en noemde het nummer een "aandoenlijke smeekbede" waarbij de band van een rustige pianoballad naar een einde met alle registers geopend en vond dat het hierom een van de sterkste nummers van het album was.

## Tracklijst
Alle muziek en teksten zijn geschreven door Snow Patrol. 
| Nr. | Titel    | Duur  |
| --- | -------- | ----- |
| 1.  | New York | 04:02 |